# Dariusz Kurzawa
Dariusz Kurzawa (ur. 26 czerwca 1976 w Strzelnie) – polski polityk, samorządowiec i historyk, doktor nauk humanistycznych. W latach 2008–2010 wicewojewoda kujawsko-pomorski, w latach 2010–2019 i od 2023 członek zarządu województwa kujawsko-pomorskiego (w latach 2010–2019 i 2023–2024 w randze wicemarszałka), poseł na Sejm IX kadencji.

## Życiorys
Syn Stanisława i Joanny. W 1991 ukończył Szkołę Podstawową w Rzeszynku, w 1995 został absolwentem Liceum Ogólnokształcącego im. Juliusza Słowackiego w Kruszwicy. W 2000 ukończył studia na Wydziale Nauk Historycznych Uniwersytetu Mikołaja Kopernika w Toruniu. Był stypendystą Europejskiego Uniwersytetu Viadrina we Frankfurcie nad Odrą. W 2006 obronił rozprawę doktorską Patrocinia kościołów parafialnych w diecezji włocławskiej w średniowieczu i uzyskał stopień doktora nauk humanistycznych w dyscyplinie historia na Uniwersytecie Kazimierza Wielkiego w Bydgoszczy. W 2018 ukończył podyplomowe studia menedżerskie w Wyższej Szkole Gospodarki w Bydgoszczy.
Od 2000 do 2007 pracował jako nauczyciel w Gimnazjum we Włostowie. W latach 2006–2008 zajmował stanowisko dyrektora Miejsko-Gminnego Ośrodka Kultury i Rekreacji w Strzelnie. Jest redaktorem publikacji poświęconej Albertowi A. Michelsonowi.
Należy do Polskiego Stronnictwa Ludowego. W 2006 z listy tej partii uzyskał mandat radnego powiatu mogileńskiego, był członkiem zarządu tegoż powiatu. 30 stycznia 2008 został powołany na wicewojewodę kujawsko-pomorskiego.
W wyniku wyborów w 2010 został wybrany do sejmiku kujawsko-pomorskiego, w konsekwencji rezygnując 29 listopada tego samego roku ze stanowiska wicewojewody. Następnie radni województwa powołali go na urząd wicemarszałka województwa. Z listy PSL kandydował w 2011 i w 2015 do Sejmu, a w 2014 do Parlamentu Europejskiego.
W 2014 uzyskał reelekcję w wyborach do sejmiku województwa. 1 grudnia tego samego roku ponownie został wicemarszałkiem w nowym zarządzie województwa. W 2018 ponownie został wybrany w skład sejmiku kujawsko-pomorskiego oraz na wicemarszałka województwa.
W wyborach w 2019 uzyskał mandat posła na Sejm IX kadencji z
okręgu bydgoskiego, otrzymując 17 648 głosów. W Sejmie został m.in. członkiem Komisji Kultury Fizycznej, Sportu i Turystyki oraz Komisji Ustawodawczej. W wyborach w 2023 bez powodzenia ubiegał się o reelekcję. Następnie w październiku tego samego roku ponownie objął stanowisko wicemarszałka województwa kujawsko-pomorskiego, skutkowało to wygaśnięciem jego mandatu poselskiego krótko przed końcem kadencji Sejmu. W 2024 został ponownie wybrany na radnego województwa. W maju tego samego roku powołano go na stanowisko członka zarządu województwa kujawsko-pomorskiego VII kadencji. Również w 2024 z ramienia Trzeciej Drogi bez powodzenia kandydował w wyborach europejskich.